# Distinguished Flying Cross (Storbritannien)
Distinguished Flying Cross (DFC) är en orden för officerare i flygvapnet i Storbritannien och (tidigare) Samväldet. Medaljen tilldelades för «an act or acts of valour, courage or devotion to duty whilst flying in active operations against the enemy».
Utmärkelsen instiftades 3 juni 1918, och tilldelades ursprungligen endast officerare i flygvapnet. Från och med andra världskriget kunde den också tilldelas officerare inom de andra vapenslagen, och från 1993 kan den tilldelas militär personal oavsett grad. Distinguished Flying Medal, som tidigare tilldelats meniga, är inte längre i bruk.
Medaljen ger bäraren rätt att lägga till bokstäverna DFC efter namnet.